# Collsuspina
Collsuspina  es un municipio de Cataluña, España. Perteneciente a la provincia de Barcelona, situado al este de la comarca del Moyanés y limítrofe con Osona. 

## Demografía
Collsuspina cuenta con una población de 389 habitantes (INE 2024).
| Gráfica de evolución demográfica de Collsuspina entre 1842 y 2021                                                     |
| |
| Población de derecho según los censos de población del INE. Población de hecho según los censos de población del INE. |

| 1900 | 1930 | 1950 | 1970 | 1981 | 1986 | 2006 | 2008 | 2022 |
| ---- | ---- | ---- | ---- | ---- | ---- | ---- | ---- | ---- |
| 361  | 415  | 366  | 240  | 350  | 220  | 316  | 334  | 398  |